# Ankatafa
Ankatafa is een plaats in Madagaskar gelegen in de regio Diana. In 2001 telde de plaats bij de volkstelling 8652 inwoners.
In de plaats is basis- en voortgezetonderwijs beschikbaar. 98% van de bevolking is landbouwer. Er wordt met name koffie verbouwd, maar cacao en rijst komt ook voor. 2% van de bevolking is werkzaam in de dienstensector.